# Karang Raja (Muara Enim)
Karang Raja is een bestuurslaag in het regentschap Muara Enim van de provincie Zuid-Sumatra, Indonesië. Karang Raja telt 5422 inwoners (volkstelling 2010).